# 焦韦卡大街拱门

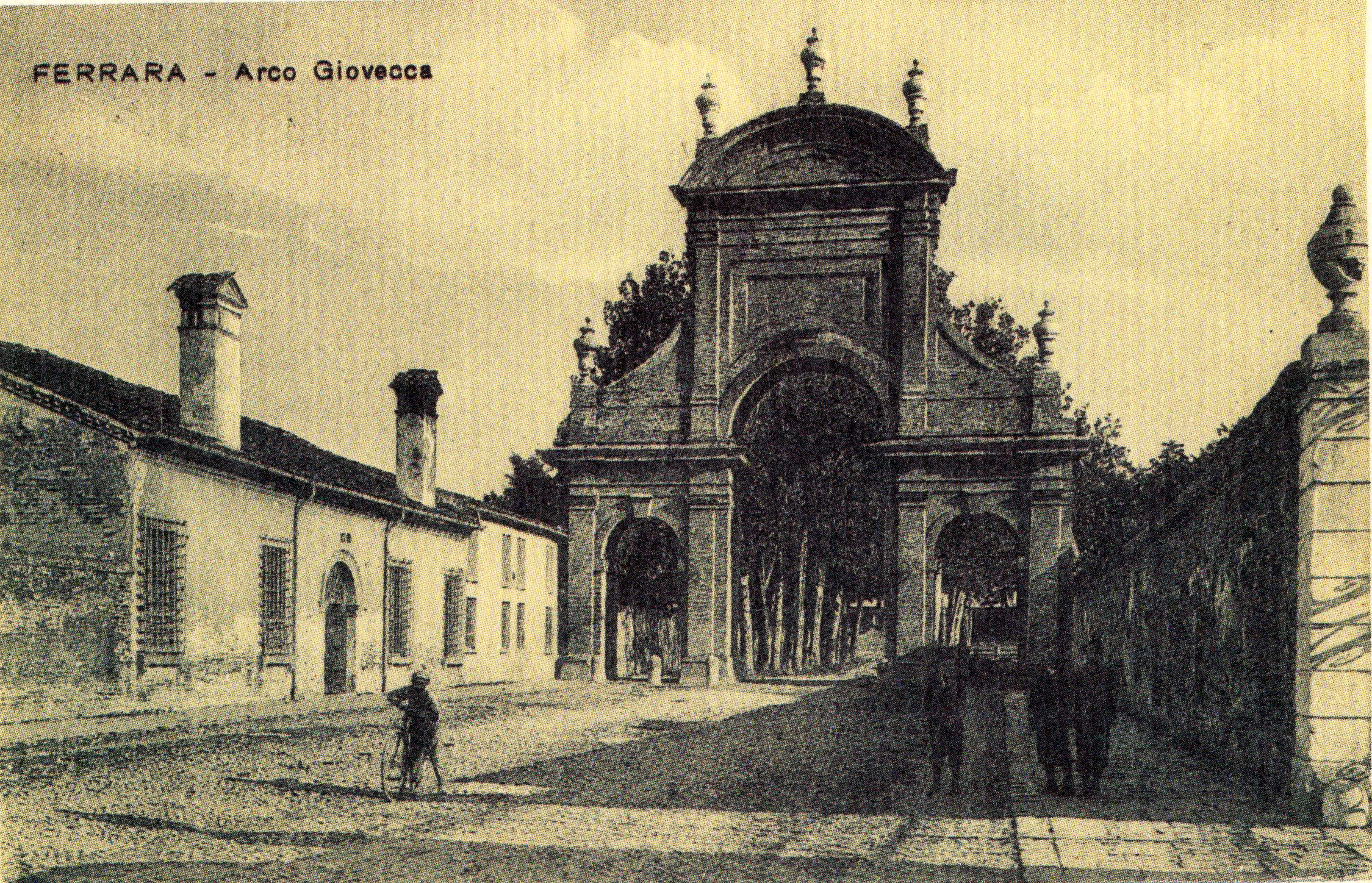

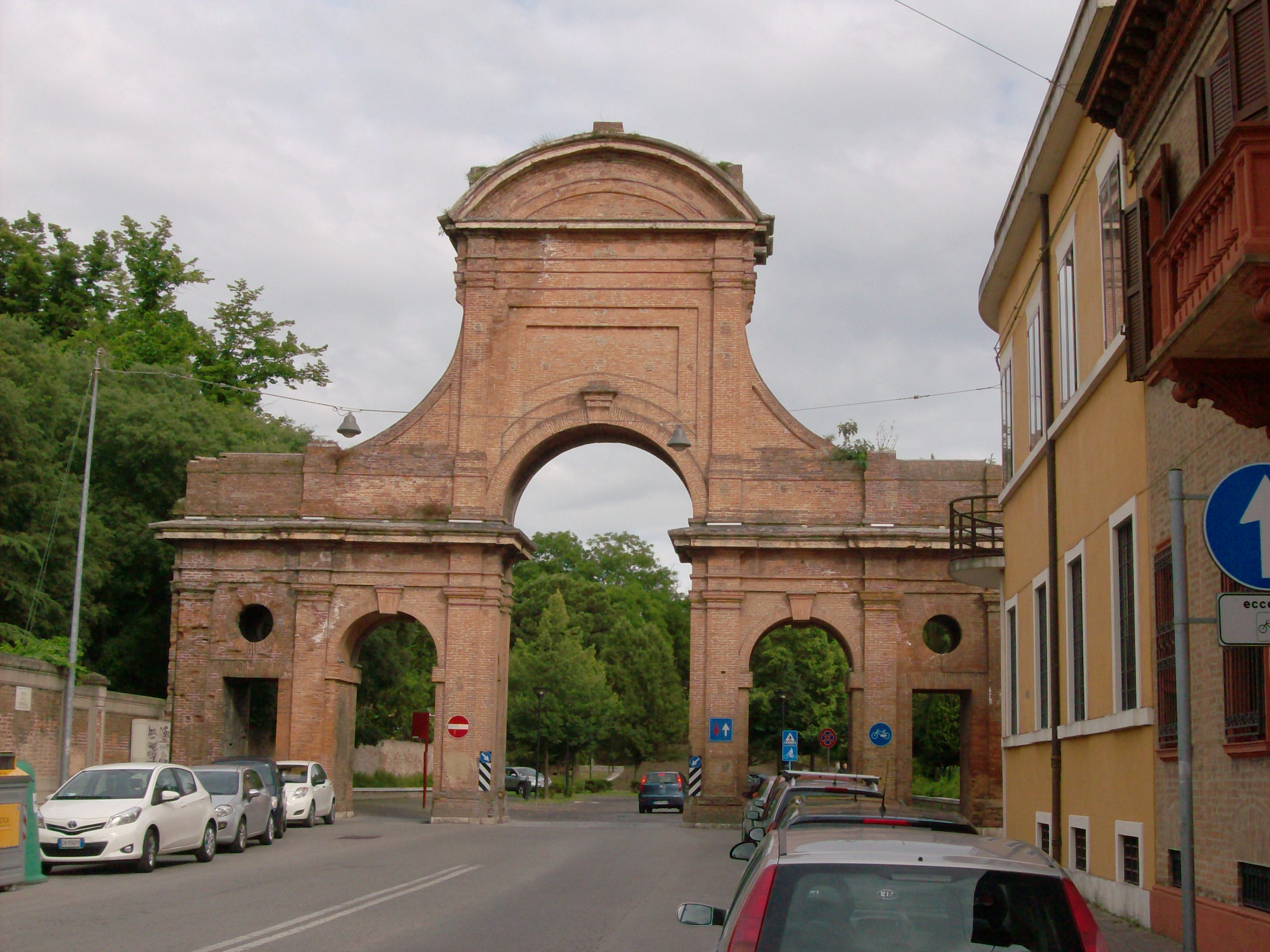

焦韦卡大街拱门（Prospettiva di Corso Giovecca）是意大利费拉拉的一座装饰性的景观拱门，位于焦韦卡大街东端。
这座砖砌拱门由弗朗切斯科·马扎尔利设计，建于1703 - 1704年。最初它仅有三个拱，20世纪拓宽道路后增加两侧的小门。

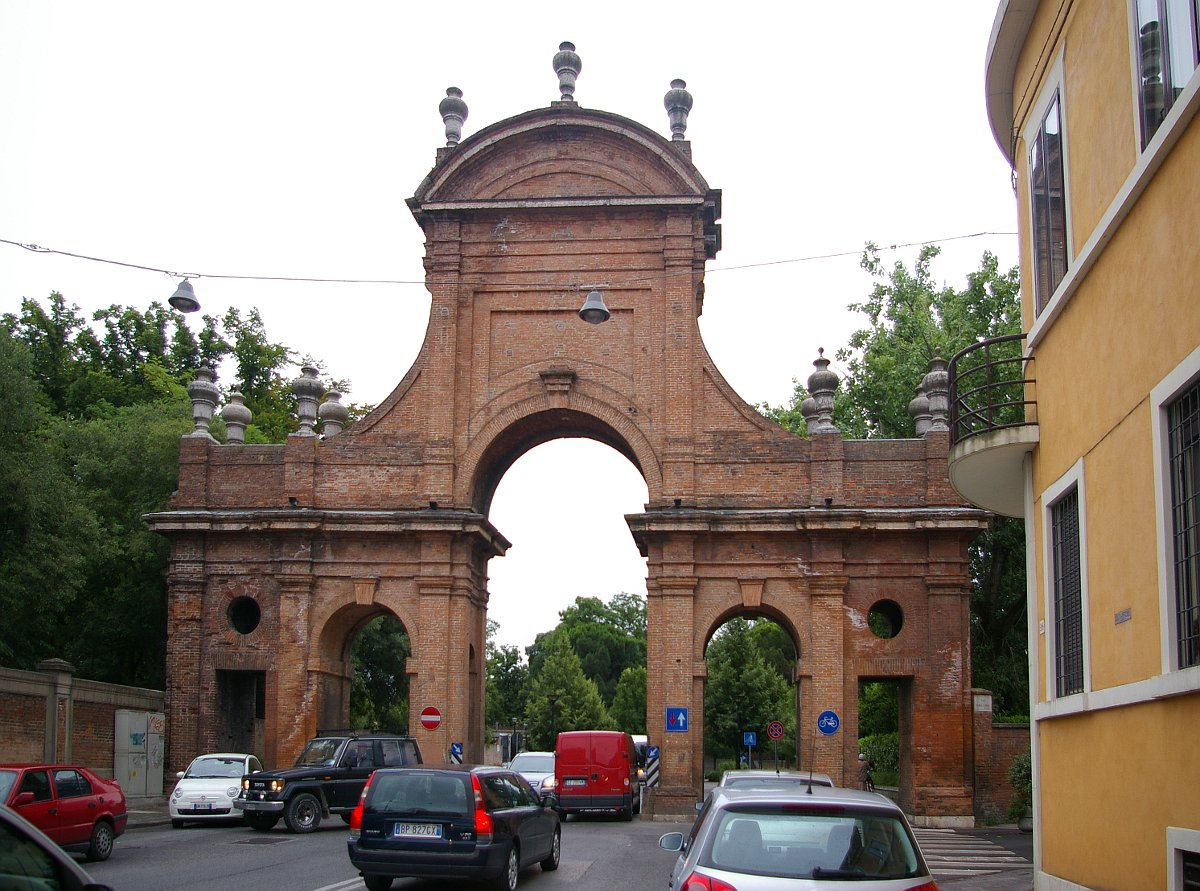
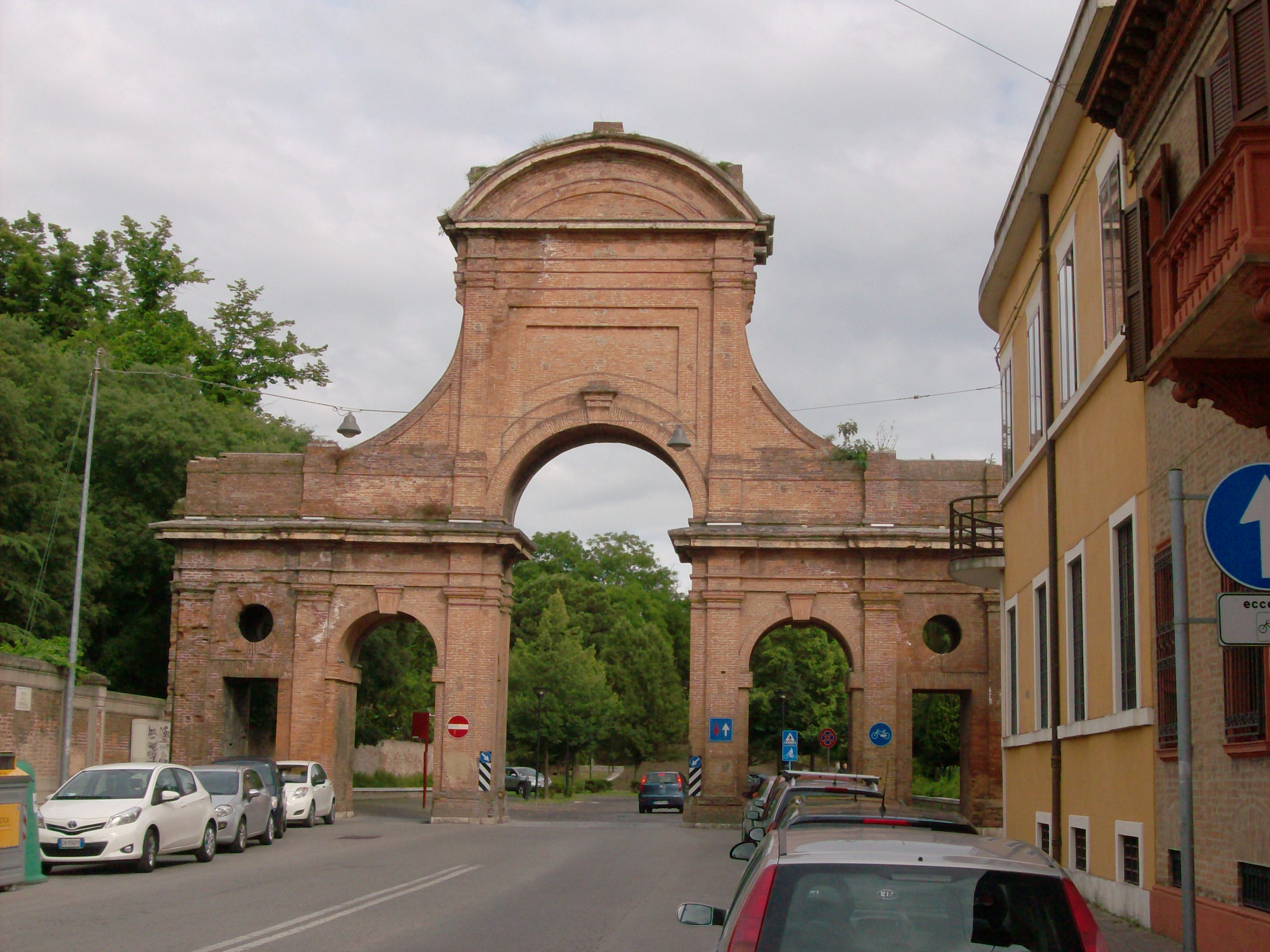
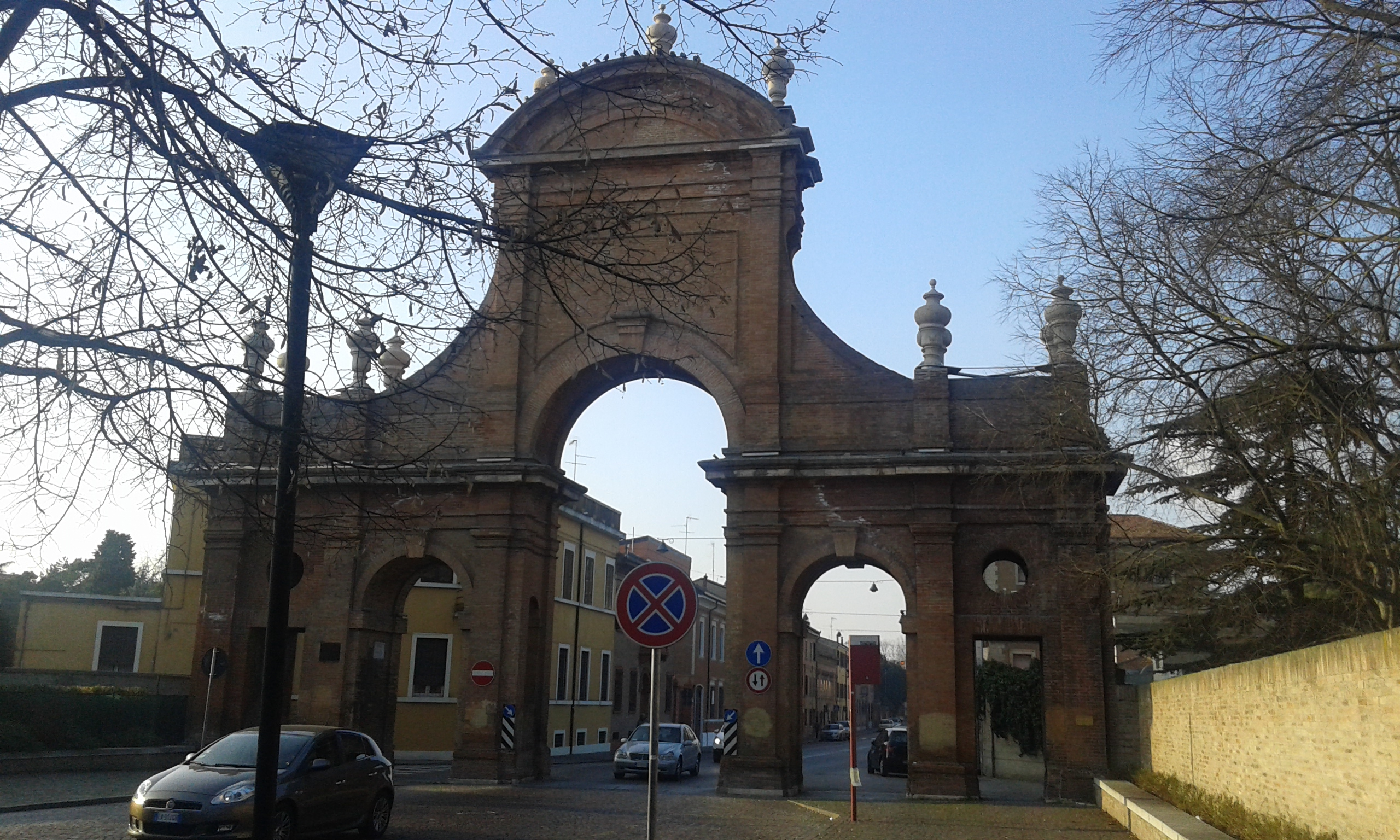
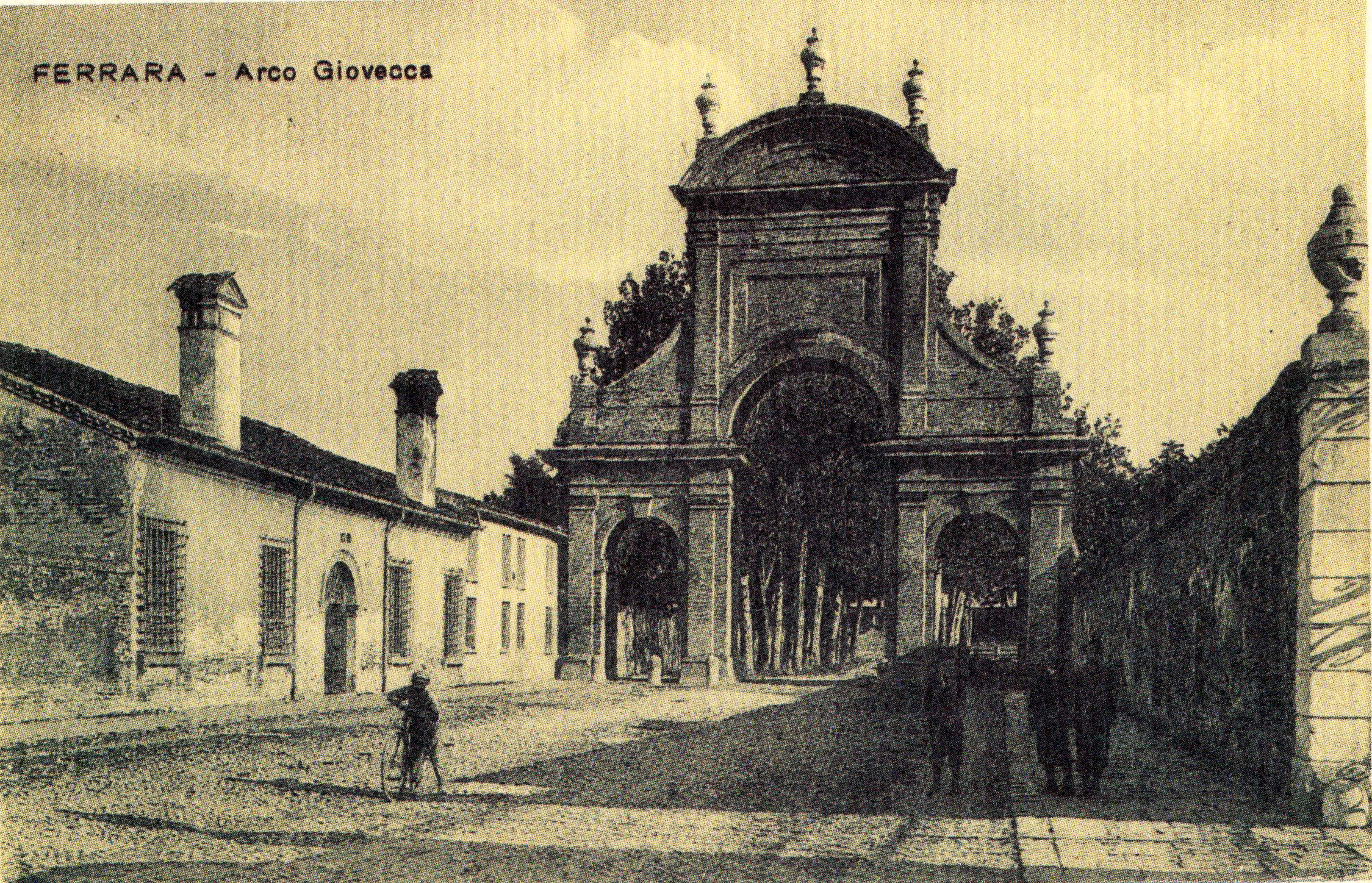

2012 年地震后，尖塔因不安全而被拆除，2015年12月放回原位。